# Stadsbussar i Skåne län
Stadsbussar i Skåne län samordnas av Skånetrafiken. Stadsbusslinjer finns i Eslöv, Helsingborg, Hässleholm, Kristianstad, Landskrona, Lund, Malmö, Trelleborg, Ystad och Ängelholm.
Från och med december 2015 drivs alla stadsbussar i Malmö, Trelleborg, Lund, Ystad, Helsingborg, Kristianstad,  Eslöv och Hässleholm med biogas, eller el, men det finns även ett fåtal bussar i Malmö och Ängelholm som, drivs med fossilfri biodiesel. I Landskrona finns fem trådbussar som går på förnybar el, medan övriga linjer körs med depåladdade elbussar. I Ängelholm körs drygt hälften av bussarna som depåladdade elbussar medan resten drivs på biogas, eller biodiesel. 
Alla stadsbussar är anpassade för personer med rörelsehinder med lågt golv, utan trappsteg. Alla bussar har även rullstolsplats ombord. Många av hållplatserna har också anpassats för att underlätta resandet för bland annat personer med synskada eller rörelsehinder.
Stadsbussarna är sedan år 2000 gröna och körs av Transdev, Nobina, Keolis, Bergkvarabuss och VR Sverige.